# Pandanus calathiphorus
Pandanus calathiphorus är en enhjärtbladig växtart som först beskrevs av Charles Gaudichaud-Beaupré och Joseph Decaisne, och fick sitt nu gällande namn av Isaac Bayley Balfour. Pandanus calathiphorus ingår i släktet Pandanus och familjen Pandanaceae. Inga underarter finns listade.